# Zasada samospójności Nowikowa
Zasada samospójności Nowikowa – zasada zaproponowana przez rosyjskiego fizyka Igora Nowikowa w latach 80. XX wieku, aby rozwiązać problem paradoksu podróży w czasie, których istnienie dopuszczają niektóre rozwiązania równań OTW (zwłaszcza zakładające istnienie tzw. zamkniętych krzywych czasopodobnych). W uproszczeniu zasadę przedstawia się w następujący sposób: jeżeli istnieje jakieś zdarzenie, które prowadziłoby do powstania paradoksu, lub do jakiejkolwiek „zmiany” w przeszłości, to prawdopodobieństwo tego zdarzenia jest równe zero. W skrócie oznacza to, że niemożliwością jest stworzenie paradoksu czasowego.